# Tinkhundla
Los tinkhundla son una serie de consejos tradicionales locales de Suazilandia que representan a un tipo de división administrativa con un nivel inferior al de distrito y superior al de los imiphakatsi (umphakatsi en singular). Existen 55 tinkhundlas en Suazilandia,  repartidos de la siguiente forma: 14 en el distrito de Hhohho, 11 en Lubombo, 16 en Manzini y 14 en Shishelweni.
Este sistema tradicional de gobierno africano fue instalado en 1978 por el rey Sobhuza II con la asistencia de expertos del mundo político y jurídico. En 1992, el rey Mswati III lo modifica, definiéndola como un número de áreas delineadas o circunscripciones con la posibilidad de llevar a candidatos al parlamento bicameral. Así, Cada tikhundla elige su representante en la Asamblea del Libandla por cinco años, que consta además, de otros 10 miembros nombrados por el Rey.